# Reial i Venerable Congregació de la Puríssima Sang de Nostre Senyor Jesucrist de Tarragona
La Reial i Venerable Congregació de la Puríssima Sang de Nostre Senyor Jesucrist de Tarragona és una confraria de Tarragona fundada l'any 1545 i que a principis del segle xxi és un dels principals referents, a Catalunya, de les tradicions de la Setmana Santa. La Congregació des de l'any 1550 organitza la solemne Processó del Sant Enterrament.

## Història
L'entitat, composta per fidels laics i fidels clergues, va ser fundada l'any 1545, encara que per la documentació trobada sembla que ja existia amb anterioritat una congregació del mateix caire. Aquell any els espardenyers i esparters s'agremien, dividint-se en dues classes de congregants: els forçats (agremiats) i voluntaris (els no agremiats). Tres foren els misteris fundacionals: el Sant Crist Crucificat (esparters), l'Ecce-Homo (espardenyers) i la Mare de Déu de la Soledat.
Hi han indicis de que l'any 1550, la renovada Congregació organitza i celebra la primera processó del Sant Enterrament, la primera de la que es té constància a Catalunya. Tot i això, la primera processó documentada en les actes de la Congregació i que tingué continuïtat durant els anys següents, data del 1589.
A més dels actes propis com a gremi, desenvolupava una gran activitat social, tenint cura de l'auxili als malalts amb pocs recursos econòmics, l'enterrament d'indigents, l'acompanyament dels condemnats a mort, atenent les seves darreres necessitats, donant-los sepultura i fent-se càrrec de totes les despeses que la tasca generava.
La Sang va constituir el primer “Somaten” de Catalunya, defensant la ciutat dels bandolers amb armes lliurades pels cònsols tarragonins. Va intervenir activament com a cap d'esquadra a la Guerra dels Segadors, a la Guerra Carlista, i finalment va prendre part en la defensa de Tarragona a la Guerra del Francès.
El 1917 va rebre l'epítet de «reial» per ordre d'Alfons XIII.
La Reial i Venerable Congregació de la Puríssima Sang de Nostre Senyor Jesucrist, té dues seccions: la d'aspirants, hereus dels “fadrins menestrals” datats del segle xviii, constituïda el 1903 sota la invocació de la Flagel·lació de Crist que acompanyen el pas del mateix nom, i la Cohort Romana o Armats de La Sang.
Dels Armats de La Sang, apareixen referències per primera vegada en la processó de Dijous Sant de l'any 1758. Actualment, el grup d'armats el componen trenta-dos soldats, sis tabalers, un trompeta i el capità Manaies. Vesteixen roba blanca amb sanefa i vius vermells, van coberts amb casc metàl·lic de crinera vermella, mitges blanques i van calçats amb sandàlies. Els armats, el Dijous Sant, vetllen el Sant Crist de la Sang a Natzaret. El Divendres Sant acompanyen tots els misteris des del seu lloc d'origen fins a la plaça del Rei. Després obren la Processó del Divendres Sant i al final donen escorta al Sant Crist de la Sang des de la Rambla Nova fins a Natzaret.
Un dels elements més ancestrals de la processó es la desfilada dels penitents. La presència dels penitents és tan antiga com la pròpia processó. Són la mostra més preuada del veritable sentit religiós de la processó. Els improperis són actualment propietat de la Congregació i sumen un total de 214. Representen els instruments de la Passió de Crist. Els improperis s'atorguen mitjançant petició prèvia. El seguici dels penitents l'obre la creu de la passió o creu dels penitents. L'actual creu és un regal del fuster tarragoní Lluís Àvila Roca i data del 1940.
El 21 de juliol la Congregació va perdre totes les seves imatges a causa de la revolució iconoclasta que sacsejà la Setmana Santa de Tarragona. Al mig de la Plaça del Rei, en una gran foguera van ser cremats el "Sant Crist de la Sang" de Benet Baró, del 1617; el pas de "La Flagel·lació" de Josep Campeny, del 1914 i el pas del"Crist de la Humiliació" dels escultors Clemente Cantos i Antonio Garrigós, creat el 1927 i adquirit per la Congregació el 1931.
Actualment els membres de la Congregació de la Puríssima Sang, acompanyen la imatge principal de la Processó, el “Sant Crist de la Sang”, obra de Salvador Martorell (1940); els aspirants fan el mateix amb el pas de “La Flagel·lació” realitzat l'any 1948, i el grup de penitents amb improperis acompanyen el pas “Crist de la Humiliació” fet el 1961, ambdós grups escultòrics, obra d'Innocenci Soriano Montagut.
La Reial i Venerable Congregació de la Puríssima Sang celebra i participa en els Sants Oficis de Setmana Santa, organitza la Processó del Sant Enterrament de Divendres Sant i els Viacrucis de Diumenge de Rams a la tarda i el del Divendres Sant a la matinada.
L'any 1999 la Congregació aconseguí -amb la col·laboració de l'Associació d'Agrupacions de Setmana Santa-, que la Processó del Sant Enterrament fos declarada pel Govern de la Generalitat de Catalunya “Festa tradicional d'interès nacional” sent reclassificada el 2010 com “Element festiu patrimonial d'interès nacional”.
Aquesta declaració va ser fonamental per tal que fructifiquessin les gestions que la Congregació de la Sang va mantenir amb “Televisión Española” l'any 2000, aconseguint que, aquella mateixa Setmana Santa la cadena estatal vingués a la ciutat a retransmetre en directe la Processó del Sant Enterrament a través de la seva segona cadena, i a través també, del seu canal internacional.
El 2002 va rebre la Creu de Sant Jordi «en reconeixement a [sic] la seva dilatada trajectòria i a la cohesió social i la projecció de Catalunya que contribueix a estendre les tradicions de la Setmana Santa.
Els últims anys, la Congregació pateix una pèrdua de congregants, que van passar de 901 el 2010 a 627 el 2015. El 2015, la possibilitat d'unificar les dues congregacions o d'incorporar dones va crear desavinences amb l'Arquebisbat de Tarragona, i una cessió dels membre laïcs de la junta. En no trobar enteniment, la junta cessada va anar als jutjats.
La Reial i Venerable Congregació de la Puríssima Sang de Nostre Senyor Jesucrist, forma part, juntament amb la Congregació de Senyores sota la Invocació de la Puríssima Sang de Nostre Senyor Jesucrist i de la Mare de Déu de la Soledat, de l'entitat coneguda històricament com "La Sang". L'òrgan d'enllaç de les dues Congregacions és una Comissió Mixta on es prenen decisions que afecten a ambdues, fet que no qüestiona l'autonomia de cadascuna d'elles. La representació davant l'Agrupació d'Associacions de Setmana Santa de Tarragona és de quatre membres, dos de cada Congregació.
Ambdues congregacions organitzen conjuntament conferències quaresmals, actes en honor de Santa Marina i a la Mare de Déu dels Dolors, missa en sufragi dels congregants difunts i difuntes i el manteniment de l'església de Natzaret i Casa de La Sang, seu canònica i social respectivament, de les dues congregacions.